# Estación Ingeniero Silveyra
Ingeniero Silveyra es una estación ferroviaria ubicada en el paraje del mismo nombre, partido de Partido de Chacabuco, Provincia de Buenos Aires, Argentina.

## Servicios
Actualmente, no presta servicios de ningún tipo.

## Historia
En el año 1860 fue inaugurada la estación, por parte del Ferrocarril Buenos Aires al Pacífico, en el Ramal Rawson - Arribeños.
Forma parte del ramal del ex FC San Martín que unía Rawson con Santa Isabel y que se encuentra sin actividad. Recuerda al ingeniero Luis Silveyra, quien realizó la demarcación de la Capital Federal.